# Johan Niclas Byström

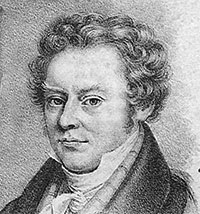
Johan Niclas Bystrom

Johan Niclas Byström (* 18. Dezember 1783 in Filipstad; † 13. März 1848 in Italien) war ein schwedischer Bildhauer.

## Leben
Byströms Vater war ein Kaufmann, der ihm anfänglich eine Handelsmannausbildung gab. In seiner freien Zeit begann Byström Siegel zu gravieren. Als der Vater starb, war Johan etwa 20 Jahre alt und konnte mit dem Erbe seinen Traum verwirklichen, nach Stockholm zu reisen und dort zu studieren. Seine Mentoren in der Hauptstadt waren Johan Tobias Sergel und Louis Masreliez.
1809 erhielt er den großen Preis der Königlichen Kunstakademie und ein Reisestipendium. Er zog daraufhin im Juni 1810 nach Rom, was seine zweite Heimat werden sollte. 1818 pachtete er die Villa Malta, in die er sein Atelier einbauen ließ. 1816 und 1821 war Byström kurzzeitig in Stockholm und im letztgenannten Jahr machte er auf der Rückreise nach Rom einen Umweg über England und Paris. 1816 war er zum stellvertretenden Professor an der Stockholmer Kunstakademie ernannt worden und 1832 wurde er ordentlicher Professor. In den folgenden Jahren wohnte er hauptsächlich in Carrara, wo er ein Haus und einen kleinen Marmorsteinbruch besaß. Einen Großteil der dort entstandenen architektonischen Details und Vasen verkaufte er 1838 an den schwedischen König.
Als er sich 1838 zur endgültigen Rückkehr nach Stockholm entschieden hatte, ließ er eine Villa im italienischen Stil auf der Insel Djurgården errichten. Laut verschiedenen Quellen seiner Zeit war die Villa ein Auftrag von Karl XIV. Johann, doch da dieser während der Bauzeit starb, übernahm Byström selbst das Gebäude. Die Einrichtung bestand aus vielen Teilen, seiner in Italien zusammengetragenen Sammlung.
1844 verschlechterte sich Byströms Gesundheitszustand und er zog wieder in ein milderes Klima nach Italien, wo er 1848 starb und auf dem Protestantischen Friedhof beerdigt wurde. Einen Teil seines Vermögens testamentierte er an Karolina Bygler, die seine Haushälterin und sein Modell in Rom war und von den Italienern Eleonora Bistrom genannt wurde. Seine Sammlung wurde 1853 auf einer Auktion versteigert.

## Werke (Auswahl)
- Pandora
- Hygiea
- Nympf
- Mars
- Karl X.
- Karl XI.
- Karl XII.
- Gustav II. Adolph
- Karl XIV. Johann

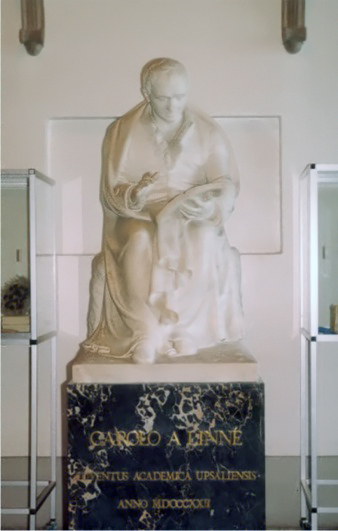
Linné-Statue in Uppsala

- Kärleken, omgiven av unga kvinnor av olika karaktärer
- Den liggande bacchantinnan
- Venus (im Schloss Säfstaholm)
- Amor (im Schloss Säfstaholm)
- Badande flicka
- Den sovande Juno med Herkulesbarnet vid bröstet (im Schloss Rosendal)
- Bellman (in Bronze, Djurgården)
- Linné (Uppsala)
- Harmonien
- Flicka med dufvor